# Лаврентій (Баранович)

Лаврентій (Баранович)

Баранович Лук'ян Павлович (чернече ім'я Лаврентій; *р. н. невід., — †13 березня 1796, В'ятка) — ректор Новгородської семінарії, єпископ В'ятський і Великопермський, просвітитель. Вихованець Києво-Могилянської академії.

## Біографія
Походив з родини священика. 1750–1758 вчився у Києво-Могилянській академії. По закінченні курсу прийняв чернечий постриг у Київському Братському монастирі.
1758 почав служіння в Новгородській семінарії як учитель піїтики, згодом — професор, 1760 — префект, 1761 — віце-ректор, 1762–1767 — ректор.
1761 — ігумен Новгородського Антоніївського монастиря, 1762 — висвячений на архімандрита того самого монастиря.
З 1767 — архімандрит Новгородського Хутинського Спасо-Варлааміївського монастиря.
6 серпня 1774 хіротонізований у єпископа В'ятського і Великопермського. Виявив неабиякі організаторські здібності. Зміцнював свою єпархію. За відкриття Пермської та Уфимсьї наміси, нагороджений великою золотою медаллю. Енергійно опікувався навчальними єпархійними закладами: заснував «ставленицьку» школу, розбудував старі та звів нові будівлі В'ятської семінарії, що містилась у В'ятському Успенському Трифоновському монастирі, ввів у навчальний процес цього закладу курси філософії та богослов'я, дбав про розширення книжкових фондів семінарської бібліотеки (у тому числі за власні кошти).
Похований у В'ятському Троїцькому кафедральному соборі.